# Nephochaetopteryx orbitalis
Nephochaetopteryx orbitalis är en tvåvingeart som först beskrevs av Charles Howard Curran och Walley 1934.  Nephochaetopteryx orbitalis ingår i släktet Nephochaetopteryx och familjen köttflugor.
Artens utbredningsområde är Guyana. Inga underarter finns listade i Catalogue of Life.